# René Ricol

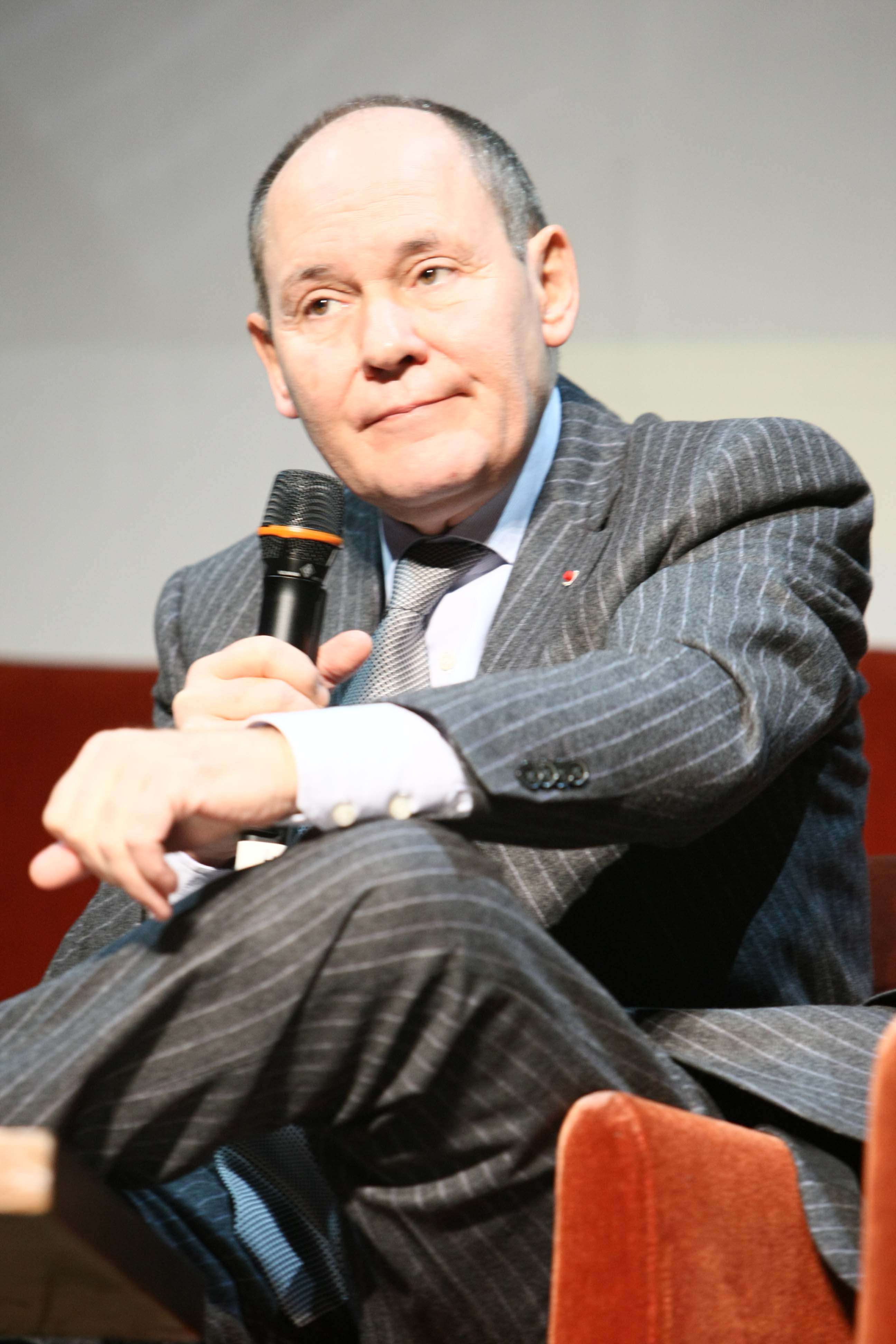
René Ricol

René Ricol (* 26. Dezember 1950 in Lyon) ist ein französischer Wirtschaftsprüfer. Von 2002 bis 2004 war er Präsident der International Federation of Accountants (IFAC).

## Karriere
1987 gründete Ricol einen Ausschuss für unabhängige Finanzexpertisen und übernahm in diesem Gremium den Vorsitz. Er ist auch Präsident von France Investissement, eine staatliche Einrichtung, welche im Dezember 2006 geschaffen wurde.
Im September 2008 legte er dem französischen Staatspräsident Nicolas Sarkozy einen Bericht über die globale Finanzkrise vor. Im Oktober 2008 wurde er von Sarkozy zum Mediator im Kreditwesen (Médiateur du crédit en France) berufen. In dieser Funktion wurde der am 28. September 2009 von Gérard Rameix abgelöst. Seither ist Ricol unter der Leitung des Premierministers Generalkommissar für Investitionen und dabei damit beauftragt die staatlichen Kreditaufnahmen von 35 Milliarden Euro zu überwachen.

## Ehrungen
René Ricol ist Ehrenpräsident des Ordre des experts-comptables und Ehrenpräsident des IFAC. Am 4. Juli 2006 wurde er zum Kommandeur der Ehrenlegion ernannt und seit dem 14. Juli 2011 ist er Großkomtur der Ehrenlegion.